# Bourbonsko-parmská dynastie
Bourbonsko-parmská dynastie či jen Bourbon-Parma, italsky Borbone di Parma, byla jedna z větví dynastie Bourbonů vládnoucí v Parmském vévodství s několika přerušeními v letech 1748 až 1860.

## Vývoj dynastie

Malý znak dynastie Bourbon-Parma

Zakladatelem dynastie byl syn krále Filipa V. Španělského, Filip Parmský (1720–1765), jenž byl prvním parmským vévodou a po něm následoval jeho syn Ferdinand I. Vnuk Ludvík I. byl nucen roku 1801 vévodství postoupit Napoleonovi, což o sedm let později učinil i Ludvíkův syn Karel Ludvík v případě Království etrurského.
Zbavena i tohoto panství, získala rodina Bourbon-Parma na Vídeňském kongresu možnost spravovat Vévodství Lucca, v očekávání, že po smrti Marie Luisy Habsbursko-Lotrinské, jim opět připadne Parma, což se také roku 1847 stalo.
Karel II. Ludvík po nelehkém vládnutí nakonec roku 1849 odstoupil a jeho nástupce Karel III. byl roku 1854 zabit. Na jeho místo nastoupil jeho syn, jemuž však bylo teprve pět let, proto byl zastoupen svou matkou Marií Luisou: Robert byl svržen revolucí v roce 1859, která přinesla také sjednocení Itálie. Rodina odešla do exilu a z jeho dětí vzešla poslední císařovna rakouská a královna uherská a česká, Zita Bourbonsko-Parmská, první bulharská královna Marie Luisa Pia Bourbonsko-Parmská, Felix Bourbonsko-Parmský, princ lucemburský (jehož potomstvo je dnes na lucemburském trůnu) a čtvero titulárních vévodů z Parmy. Poslední z nich, Xaver I. Parmský, se stal karlistickým pretendentem španělského trůnu. Po jeho smrti přešly jeho výsady na syna Karla IV. Huga.